# Carlos Cisneros
Carlos Adrian Cisneros (* 4. srpna 1980) je bývalý argentinský zápasník – judista a sumista.

## Sportovní kariéra
Vrcholově se připravoval v Buenos Aires ve sportovním tréninkovém centru CeNARD pod vedením Tigrana Karganjana. V argentinské mužské reprezentaci se pohyboval od roku 1999 v těžké váze nad 100 kg, jako reprezentační dvojka za Orlandem Baccinem. Vedla juda se účastnil též turnajů v sumó. Sportovní kariéru ukončil v roce 2008.

## Výsledky
| Turnaj                  | 1999       | 2000       | 2001       | 2002       | 2003       | 2004       | 2005       | 2006       | 2007       |
| Turnaj                  | 20         | 21         | 22         | 23         | 24         | 25         | 26         | 27         | 28         |
| Turnaj                  | těžká váha | těžká váha | těžká váha | těžká váha | těžká váha | těžká váha | těžká váha | těžká váha | těžká váha |
| ----------------------- | ---------- | ---------- | ---------- | ---------- | ---------- | ---------- | ---------- | ---------- | ---------- |
| Olympijské hry          |            | —          |            |            |            | —          |            |            |            |
| Mistrovství světa       | —          |            | —          |            | —          |            | —          |            | —          |
| Panamerické hry         | —          |            |            |            | —          |            |            |            | 5.         |
| Panamerické mistrovství | úč.        | —          | —          | —          | —          | —          | —          | 5.         | úč.        |
| Jihoamerické hry        |            |            |            | 2.         |            |            |            | —          |            |